# 土持盈信
土持 盈信（つちもち みつのぶ）は、安土桃山時代から江戸時代前期にかけての武士。島津氏の家臣。

## 略歴
天正16年（1588年）、土持久綱の三男として誕生。
幼少より島津義弘に奉公し、慶長6年（1601年）、島津家久より末吉の内、500石を拝領。父・久綱の代で拝領した大隅国栗野の知行地500石と合わせ千石となり、江戸期に大隅大崎に移るとその地頭職となり、その後は高江・曽於郡・山崎などの地頭職を務めた。
なお、盈信の系譜は以後（久種 - 真綱 - 家綱）と鹿児島藩士として存続した。